# گانساو پلبانگسکیه
گانساو پلبانگسکیه (به لهستانی:  Gąsawy Plebańskie) یک روستا در لهستان است که در گمینا یاستژانب واقع شده‌است.